# Gare de Hanazono (Kyoto)
Pour les articles homonymes, voir Hanazono (homonymie).
La gare de Hanazono (花園駅, Hanazono-eki) est une gare ferroviaire située à Kyoto au Japon, située sur la ligne Sagano. La gare est exploitée par la compagnie JR West. Elle porte le nom du secteur de Hanazono (ja), dans lequel elle se situe, connu pour avoir abrité la villa de l'empereur du même nom.

## Situation ferroviaire
La gare de Hanazono est située au point kilométrique (PK) 6,1 de la ligne principale San'in (appelée à cet endroit ligne Sagano). Elle se trouve dans le quartier Hanazono Teranouchi-chō (花園寺ノ内町).

## Histoire

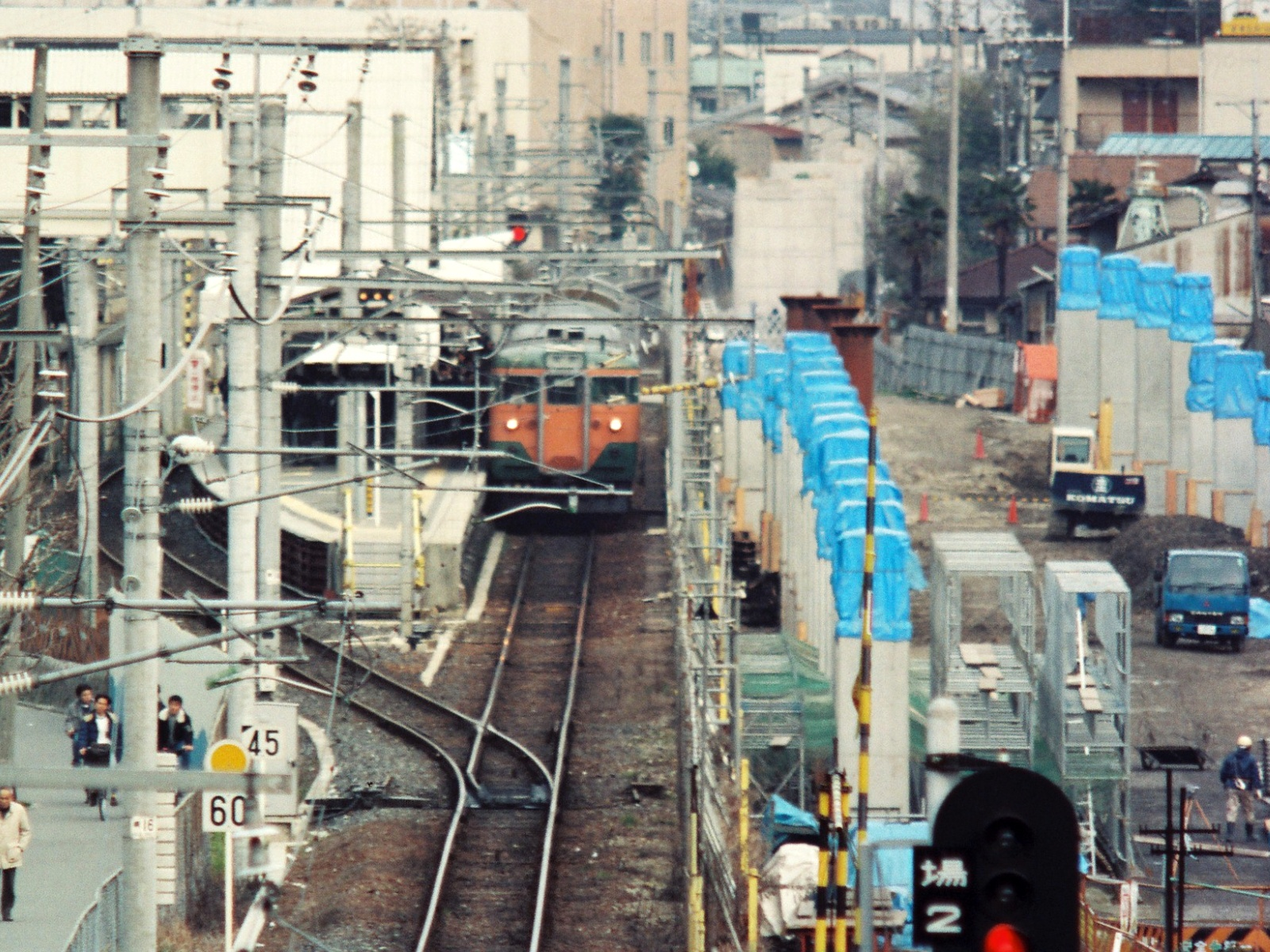
La gare en reconstruction.

La gare de Hanazono est ouverte entre les gares de Nijō et de Saga par Kyōto Tetsudō (ja) le 1er janvier 1898 en tant que gare de marchandises et de voyageurs dans ce qui est alors le village de Hanazono (ja) (花園村),. Le 1er août 1907, Kyōto Tetsudō est nationalisée. Le 12 octobre 1909, les noms de ligne sont introduits et la ligne entre les gares de Kyoto et de Sonobe, incluant la gare de Hanazono, est désormais appelée « ligne Kyoto ». Le 1er mars 1912, la ligne Kyoto est intégrée dans la ligne principale San'in. Pendant plusieurs années à partir de 1946 et durant l'Après-guerre, une ligne annexe reliait les bureaux de la Shimadzu Corporation à la gare de Hanazono. Le 10 mars 1960, le service de fret est supprimé à la gare de Hanazono. Le service de prise en charge des bagages est aboli le 14 mars 1985. Le 1er avril 1987, dû à la privatisation des chemins de fer nationaux, la gare est désormais prise en charge par JR West, puis le 13 mars 1988, après le début de l'assignation de surnoms aux sections de ligne, elle est assignée à la nouvelle « ligne Sagano ».
Le 1er novembre 1992, le service de guichet Midori no Madoguchi (ja) entre en fonction à la gare de Hanazono. Le 19 mars 1996, la gare est rénovée et devient alors aérienne. Le 7 septembre 1998, les guichets de vente automatiques font leur apparition dans la gare. Le 23 septembre 2000, la section de la ligne Sagano entre les gares de Hanazono et de Nijō est rouverte à double voie. Le 7 mars 2010, la section de la ligne Sagano entre les gares de Saga-Arashiyama et de Hanazono est rouverte à double voie et les installations de changement de voie sont démantelées.  Le 17 mars 2018, un système de numérotage des stations de la ligne Sagano est introduit et le code « JR-E06 » y est assigné,. Le service de guichet Midori no Madoguchi est supprimé le 18 février 2022 et est remplacé le lendemain par le service Midori no Kenbaiki Plus (みどりの券売機プラス).

## Service des voyageurs

### Accueil
La gare dispose d'un bâtiment voyageurs, situé au premier étage, tandis que le quai se trouve en position aérienne au second étage. Il est accessible par un escalier roulant et un ascenseur. Une supérette se trouve aussi dans le même bâtiment, au nord-est. Les guichets se trouvent dans le bâtiment voyageurs et sont ouverts de 5h30 à 23h00. Les employés ne sont pas présents du premier train jusqu'à 6h30, de 12h00 à 13h00, de 15h00 à 16h30, de 19h30 à 20h30 et de 21h00 à 23h00. On trouve aussi une consigne automatique et des toilettes publiques,.

### Desserte
La gare comprend un quai central, dont les deux voies sont disposées de la façonte suivante :
- Ligne Sagano
  - voie 1 : direction Kyoto
  - voie 2 : direction Kameoka, Sonobe et Fukuchiyama

### Gares adjacentes
| «       |  | Service                      |  | »       |
| ------- |  | ---------------------------- |  | ------- |
| Emmachi |  | Ligne Sagano (service local) |  | Uzumasa |

### Intermodalité
Les autobus du réseau d'autobus de Kyoto (ja) desservent la gare, à la station « Gare de Hanazono » (花園駅前), où passent les lignes 91 et 93.
Les autobus de la société privée Kyoto Bus (ja) arrêtent aussi à la station « Gare de Hanazono » (花園駅前), nommément les lignes 62, 63, 65, 66 et la line Marutamachi.
La gare est située à 800 mètres au nord-est de la station Uzumasa Tenjingawa du métro de Kyoto et à 1 000 mètres au nord-est de la station Randen-Tenjingawa (ja) du tramway de Kyoto.

## Dans les environs
La gare fait face à Marutamachi-dōri, une importante voie d'orientation est-ouest. On trouve à proximité le complexe du temple Myōshin-ji, le temple Hōkongō-in (en), la colline de Narabigaoka (ja). Il s'agit aussi de la gare de la JR la plus proche du temple Ninna-ji. Les écoles primaires municipales de Hanazono (京都市立花園小学校) et Yasui (京都市立安井小学校), le collège et lycée privés Hanazono (ja) (花園中学校・高等学校), le centre communautaire et culturel d'Ukyō et le centre de traitement des eaux usées de Yamanouchi sont proches de la gare de Hanazono.